# Willem Lorésluis
De Willem Lorésluis is een sluis aan de zuidzijde van buurtschap Dokkumer Nieuwe Zijlen en ten noordoosten van Kollumeroudzijl, in de Nederlandse provincie Friesland.
De sluis is genoemd naar Willem Loré, die in 1729 de oorspronkelijke Sluis Dokkumer Nieuwe Zijlen heeft aangelegd. De Willem Lorésluis is aangelegd in 1969, toen de Lauwerszee werd afgesloten. De sluis ligt een paar honderd meter ten zuiden van de oude sluizen van  Dokkumer Nieuwe Zijlen, op een kruispunt van het waterverkeer vanaf het Dokkumerdiep met het wegverkeer van de N358.
Omdat de grens tussen de gemeenten Kollumerland en Nieuwkruisland en Dongeradeel door het Dokkumerdiep liep, lag de sluis precies op de grens van beide gemeenten, totdat deze per 2019 opgingen in de nieuwe gemeente Noardeast-Fryslân.